# The Very Best of Al Jolson
The Very Best of Al Jolson är ett samlingsalbum med Al Jolson, utgivet 1977. 

## Låtlista
| 1.  | Sonny Boy                                             | 3:06 |
| 2.  | When the Red, Red Robin Comes Bob, Bob, Bobbin' Along | 2:35 |
| 3.  | There's A Rainbow Round My Shoulder                   | 2:21 |
| 4.  | Toot, Toot Tootsie (Goo' Bye)                         | 2:10 |
| 5.  | April Showers                                         | 3:05 |
| 6.  | Rockabye Your Baby With A Dixie Melody                | 2:52 |
| 7.  | Carolina In The Morning                               | 2:33 |
| 8.  | California Here I Come                                | 2:26 |
| 9.  | Ma Blushin' Rosie                                     | 2:00 |
| 10. | Waiting For The Robert E Lee                          | 1:56 |

| 1.  | Swanee                                               | 1:54 |
| 2.  | My Mammy                                             | 2:55 |
| 3.  | Margie                                               | 2:18 |
| 4.  | Anniversary Song                                     | 3:03 |
| 5.  | Easter Parade                                        | 2:53 |
| 6.  | I'm Always Chasing Rainbows                          | 2:45 |
| 7.  | Give My Regards To Broadway                          | 2:35 |
| 8.  | Alexander's Ragtime Band                             | 2:10 |
| 9.  | I'm Sitting On Top Of The World (Just Rolling Along) | 1:50 |
| 10. | Medley - Ma (She's Making Eyes At Me) / Dinah        | 2:41 |